# Vitalij Savin
Vitalij Anatol'evič Savin (in russo Виталий Анатольевич Савин?; Zhezkazgan, 23 gennaio 1966) è un ex velocista kazako, fino al 1991 sovietico.
Prese parte a tre edizioni dei Giochi olimpici: Seul 1988, Barcellona 1992 e Atlanta 1996. In particolare, ai giochi di Seul vinse la medaglia d'oro nella staffetta 4×100 metri, gareggiando per la Squadra Unificata insieme a Pavel Galkin, Edvin Ivanov e Andrey Fedoriv.

## Progressione

### 60 metri piani indoor
| Stagione | Tempo | Luogo      | Data      | Rank. Mond. |
| -------- | ----- | ---------- | --------- | ----------- |
| 1995     | 6"60  | Barcellona | 10-3-1995 |             |
| 1993     | 6"79  | Toronto    | 12-3-1993 |             |
| 1992     | 6"51  | Russia     | 1-2-1992  |             |
| 1991     | 6"66  | Siviglia   | 8-3-1991  |             |

### 100 metri piani
| Stagione | Tempo | Luogo     | Data      | Rank. Mond. |
| -------- | ----- | --------- | --------- | ----------- |
| 1996     | 10"52 | Atlanta   | 26-7-1996 |             |
| 1995     | 10"47 | Göteborg  | 58-1995   |             |
| 1993     | 10"35 | Stoccarda | 14-8-1993 |             |
| 1992     | 10"08 | Linz      | 13-8-1992 |             |
| 1991     | 10"36 | Tokyo     | 24-8-1991 |             |

## Palmarès
| Anno                                      | Manifestazione   | Sede       | Evento      | Risultato | Prestazione | Note |
| ----------------------------------------- | ---------------- | ---------- | ----------- | --------- | ----------- | ---- |
| In rappresentanza dell' Unione Sovietica  |                  |            |             |           |             |      |
| 1985                                      | Europei juniores | Cottbus    | 4×100 m     | Bronzo    | 40"32       |      |
| 1988                                      | Giochi olimpici  | Seul       | 100 m piani | Batteria  | 10"36       |      |
| 1988                                      | Giochi olimpici  | Seul       | 4×100 m     | Oro       | 38"19       |      |
| 1991                                      | Mondiali indoor  | Siviglia   | 60 m piani  | 7º        | 6"66        |      |
| 1991                                      | Mondiali         | Tokyo      | 100 m piani | Batteria  | 10"26       |      |
| 1991                                      | Mondiali         | Tokyo      | 4×100 m     | 7º        | 38"68       |      |
| In rappresentanza della Squadra Unificata |                  |            |             |           |             |      |
| 1992                                      | Europei indoor   | Genova     | 60 m piani  | Argento   | 6"54        |      |
| 1992                                      | Giochi olimpici  | Barcellona | 100 m piani | Batteria  | 10"33       |      |
| 1992                                      | Giochi olimpici  | Barcellona | 4×100 m     | 5º        | 38"17       |      |
| In rappresentanza del Kazakistan          |                  |            |             |           |             |      |
| 1993                                      | Mondiali indoor  | Toronto    | 60 m piani  | Batteria  | 6"79        |      |
| 1993                                      | Mondiali         | Stoccarda  | 100 m piani | Batteria  | 10"36       |      |
| 1995                                      | Mondiali indoor  | Barcellona | 60 m piani  | 8º        | 6"65        |      |
| 1995                                      | Mondiali         | Göteborg   | 100 m piani | Batteria  | 10"47       |      |
| 1996                                      | Giochi olimpici  | Atlanta    | 100 m piani | Batteria  | 10"52       |      |

## Altre competizioni internazionali
1991
- Coppa Europa di atletica leggera ( Francoforte)